# MacOS
macOS (читається [ mækoʊˈɛs ]; до версії 10.7 включно — Mac OS X, до версії 10.11 включно — OS X) — пропрієтарна графічна операційна система корпорації Apple. Перший випуск відбувся у 2001 році. У 2023 році, вона займає друге місце за популярністю у світі операційних систем серед ринку комп‘ютерів та ноутбуків, поступаючись Microsoft Windows, але випереджаючи Linux (рахуючи з ChromeOS).
Є спадкоємицею Mac OS 9 — так званого остаточного релізу «класичної» Mac OS — основної операційної системи корпорації Apple з 1984 року до 2001 року. Впродовж цього часу, Стів Джобс покидає Apple і засновує компанію NeXT, яка розробляла NeXTSTEP. У 1996 році, Apple викупила компанію, Джобс повернувся в якості керівника, а NeXTSTEP стала основою macOS. 
В 2020 році macOS розпочала перехід з процесорів Intel на процесори власного виробництва - Apple M. До цього, починаючи з 2006 року, macOS працювала на процесорах Intel Core. До переходу на Intel, macOS працювала на процесорах PowerPC.

## Опис
macOS значно відрізняється від класичних версій Mac OS. Основою системи є ядро під назвою Darwin. Його ядром є XNU (Рекурсивний акронім від «Xnu Not Unix» — «Xnu — не Юнікс»), в якому використовується ядро Mach і стандартні сервіси BSD. Всі можливості Unix доступні через інтерфейс командного рядка. macOS написана на C.
Поверх цієї основи компанією Apple розроблено багато своїх компонентів, таких як Quartz Composer і Finder.
OS X включила безліч можливостей які роблять її більш стабільною, ніж попередня версія Mac OS 9.
OS X використовує витискальну багатозадачність і захист пам'яті які дозволяють запускати декілька процесів, що не зможуть перервати або зашкодити один одному. На архітектуру OS X вплинув OPENSTEP, який був задуманий як операційна система що легко портується. Наприклад, NEXTSTEP була портована з 68k платформи NeXT комп'ютера, до того як він — NEXTSTEP — був куплений Apple. Так і OPENSTEP був портований на PowerPC в рамках проєкту Rhapsody.
Найпомітнішою зміною був інтерфейс Aqua. Використання округлих кутів, напівпрозорих кольорів, і світлих смужок так само вплинуло і на зовнішній вигляд апаратного забезпечення перших iMac'ів. Деяким користувачам це не сподобалося — вони вважали це непрофесійним. Інші були задоволені, і вважали це кроком вперед. Після виходу першої версії OS X інші розробники теж стали використовувати дизайн Aqua. Для запобігання використання свого дизайну на інших платформах Apple скористалася послугами юристів
OS X також включає середовище розробки програмного забезпечення Xcode, що дозволяє розробляти програми на декількох мовах включаючи C, C++, Objective-C, і Java. Вона підтримує компіляцію в так звані «універсальні програми» (Universal Binary), які можуть запускатися на декількох платформах (x86, PowerPC), так само, як «fat binaries» використовувалися для запуску однієї програми на як на 68k, так і на PowerPC платформах.
Основами OS X є:
- Підсистема з відкритим кодом — Darwin (ядро Mach, набір утиліт BSD).
- Середовище програмування Core Foundation (Carbon API, Cocoa API і Java API);
- Графічне середовище Aqua (QuickTime, Quartz Extreme і OpenGL);
- Технології CoreImage, CoreAudio і CoreData.

## Сумісність

### Програмне забезпечення
Для забезпечення нормального переходу з Mac OS 9 на OS X був портований Carbon. Застосунок, написаний із допомогою Carbon, може виконуватися на будь-якій з Mac OS. З іншого боку OS X успадковує багато чого з OPENSTEP, який не є назад-сумісним з іншими версіями Mac OS. В цей час Apple рекомендує API, іменоване Cocoa. Спадщина OPENSTEP/NEXTSTEP досить помітна для розробників на Cocoa — імена багатьох класів починаються з «NS» (NSObject, NSArray), що є абревіатурою NEXTSTEP.
Також OS X підтримує Java. Програми що написані на Java і використовують Swing виглядають так само, як і додатки, що використовують Cocoa. Традиційно додатки під Cocoa розробляються на Objective C, альтернативі Java. Однак 25 липня 2007 року Apple заявив що подальші розширення в Cocoa будуть портуватися на Java. У складі OS X, починаючи з версії 10.5 Leopard, поставляється інтерпретатор Ruby з підтримкою Cocoa.
OS X, на відміну від попередників, заснована на ядрі BSD. Це означає, що більшість програм, написаних для BSD, GNU/Linux та інших UNIX-подібних систем, скомпілюються і будуть працювати на OS X майже, або ж зовсім, без додаткових змін у коді. Для зручної установки таких програм розроблені менеджери пакетів, такі як Fink або MacPorts (раніше — DarwinPorts). Вони подібні до apt в Debian або портам у FreeBSD.
Починаючи з версії 10.3 OS X також містить X11.app — адаптовану версію X-сервера. Це дозволяє запускати на OS X програми, розроблені для X11 з використанням GTK, Qt для X11 (QT 4.0 підтримує OS X), та інших. Для виведення на екран X11.app використовує Quartz. Однак X11.app має ряд проблем, таких як відсутність Aqua-стилю в оформленні застосунків та неповну підтримку Юнікод.
Більш ранні версії ОС можуть запускати X-сервер через XDarwin.
OS X заснована на ядрі XNU, створеного на основі мікроядра Mach 3.0.

### Апаратне забезпечення
Ранні версії Mac OS X підтримували всі комп'ютери Macintosh (лептопи, десктопи або сервери) на процесорах PowerPC G3, G4 і G5. Пізні версії OS X перестають підтримувати старе обладнання: наприклад, Panther не підтримує старі G3, Tiger не підтримує системи без FireWire портів Mac OS X Leopard не підтримує G3 взагалі. Однак існують утиліти, такі як XPostFacto створені сторонніми розробниками, для встановлення нових версій OS X на обладнанні, яке офіційно не підтримує Apple, включаючи деякі до-G3 системи.
Версія Mac OS X для PowerPC залишається сумісною із додатками до старої Mac OS через емуляцію Classic, що дозволяє користувачам запускати Mac OS 9 як процес в Mac OS X. Classic не підтримує комп'ютери на процесорах Intel.
У квітні 2002 року eWeek повідомив чутки про те, що у Apple є версія Mac OS X з кодовою назвою Marklar яка запускається на Intel x86 процесорах. Ідея Marklar була в переході Mac OS X на альтернативну платформу, яка дозволить Apple подолати проблеми розвитку платформи PowerPC. Чутки були не підтвердженими до травня 2005 року, коли в файлообмінних мережах з'явилася версія Mac OS X для процесорів Intel.
6 червня 2005, Стів Джобс підтвердив чутки і анонсував на WWDC, що протягом двох років Apple перейде з PowerPC на процесори Intel. До цього Apple змінила платформу з Motorola 68K на IBM/Motorola PowerPC — Apple включила емулятор Motorola 68K в нову ОС яка дозволяла запускати більшість 68K додатків. Apple підтримувала емулятор протягом 11 років: однак, при переході на Intel він був знищений. У нову OS був включений емулятор PowerPC, який називається Rosetta. Так само нова версія Xcode і відповідні утиліти дозволяють розробляти universal binaries (fat binaries) — бінарні файли, які можуть містити в собі програмне забезпечення для кількох платформ (ppc, ppc64, i386, …)
Зараз більшість додатків, які доступні тільки для PowerPC, підтримується за допомогою емулятора Rosetta. Однак Apple просить розробників створювати універсальні додатки для обох платформ. Універсальні програми запускаються швидше на комп'ютерах з процесором Intel, ніж додатки для PowerPC. PowerPC програмне забезпечення як розширення ядра і плагіни налаштувань системи (System Preferences) не підтримуються на Intel-комп'ютерах.
В той час коли MacIntel'и можуть запускати PowerPC, x86 і універсальні програми, PowerPC Маки можуть запускати тільки універсальні і PowerPC додатки. Підтримка PowerPC платформи залишилася в Mac OS X 10.5. Джобс також підтвердив чутки, що нова версія Mac OS X запускалася на процесорах Intel більшу частину свого існування, позаяк OPENSTEP був портований на безліч платформ, включаючи x86, і Darwin включив підтримку для обох PowerPC та x86.
Mac OS X була портована на iPhone і iPod Touch. Незважаючи на серйозні зміни, наприклад, закритість платформи і відсутність робочого столу (його замінює SpringBoard), у деяких програмах збереглися ефекти з настільної версії, наприклад, в програмі Converter.

### Макінтош
Apple заявила, що Mac OS X не буде запускатися на Intel-базованих персональних комп'ютерах, які не розроблені Apple, однак існують зламані версії Mac OS X, які запускаються на обладнанні з архітектурою x86. Вони розробляються спільнотою OSx86 і доступні за допомогою файлообмінних мереж (див. хакінтош).

## Особливості
- Внутрішня модель графічного шару Quartz добре взаємодіє з PDF, роблячи можливим його вивід на різні пристрої.
- Повнокольорові масштабовані іконки.
- Тіні навколо вікон та ізольованих текстових елементів дають відчуття глибини.
- Глобальні для застосунків меню — перевірка орфографії, палітра спеціальних символів, вибір кольору, вибір шрифту і словник.
- Згладжування для віджетів, тексту, графіки та віконних елементів.
- Нові елементи інтерфейсу, такі як дроери (drawers) і модальні діалогові вікна для документа.
- Нова концепція перемикача завдань — док.
- «Плаваючий» фокус (Interweaving windows) при перемиканні між вікнами різних застосунків.
- ColorSync використовується для вибору кольору, вбудований у бібліотеки малювання, для друку або мультимедіа.
- OpenGL використовується для виведення вікон на екран, що дозволяє використовувати апаратне прискорення. Ця технологія (що з'явилася в 10.2) називається Quartz Extreme.
- Dashboard (з'явився у версії 10.4) підтримує невеликі застосунки, звані віджетами, які можуть бути викликані і заховані одним натисканням.
- Exposé (з'явився у версії 10.3) — показує всі відкриті вікна як мініатюрні, що дозволяє перемикатися між ними, показує всі документи програми як мініатюри або приховує всі вікна, щоб отримати доступ до робочого столу.
- Використовується Юнікод у всій операційній системі.
- Добре спроєктована архітектура для локалізації дозволяє повністю відокремити код застосунку від текстової інформації.
- FileVault (з'явився у версії 10.3) шифрує домашній каталог користувача за допомогою 128-бітного AES.
- Spotlight Пошукова технологія (з'явилася у версії 10.4) справляє швидкий пошук даних, повідомлень електронної пошти, фотографій та іншої інформації в реальному часі. Ґрунтується на властивостях файлу та/або його вмісті.
- Automator (з'явився у версії 10.4) — програма, що дозволяє автоматизувати дії здійснені з різними застосунками.
- «Зв'язку ключів» (Keychain) — система управління паролями, сертифікатами, ключами користувача. Дозволяє приладженням зберігати подібні дані у єдиному зашифрованому сховище. Застосунків, що працюють з дозволу користувача можуть звертатися до даних інших програм, що зберігається в «Зв'язці ключів».
- Розумні папки (що з'явилися у версії 10.4) дозволяють створювати динамічно оновлювані каталоги, що залежать від критерію пошуку.
- Добре певний набір Human Interface Guidelines, якому слід більшість застосунків роблять їх інтуїтивно зрозумілими. Він складається з елементів інтерфейсу і гарячих клавіш.
- Xgrid дозволяє Макам брати участь в розподілених обчисленнях.
- Вбудовані у віртуальну файлову систему дискові образи .dmg підтримують шифрування, стиснення і опціональну можливість читання/запису.
- Вбудовані сервіси синхронізації (з'явилися у версії 10.4) дозволяють застосункам централізованого звертатися до розширюваної базі даних за різними елементами користувача, такими як календар, паролі або контакти. Операційна система керує конфліктами і збереженням даних.

## Ціна
Mac OS X включається у вартість нових комп'ютерів Apple Macintosh. Дрібні оновлення можуть бути завантажені з допомогою Software Update (Оновлення програмного забезпечення) і поширюються безкоштовно. Значніші оновлення (до наступної версії операційної системи) коштують 129 доларів в США, в країнах Європи 129 євро. Також є версія Mac OS X «Family Pack», що коштує в США 199 доларів і дозволяє встановлювати ОС на п'ять комп'ютерів спеціально для користувачів, які володіють більш ніж одним Маком. Починаючи з версії Lion, операційна система продається за ціною 29,99 доларів, при чому придбати її можна лише в App Store. Починаючи з версії 10.9 Mavericks OS X поширюється безкоштовно.
Розробники можуть безкоштовно зареєструватися на сайті Apple Developer Connection (ADC) і завантажувати звідти утиліти для розробки, такі як Xcode і документація. ADC також пропонує деякі платні сервіси, включаючи ліцензії для «тестування та розробки» для релізів та бета-версій Mac OS X.
Для школярів, студентів і учнів ціна на ліцензію становила 50 % − 90 % стандартної роздрібної. 7 січня 2007 року серверна версія Mac OS X на 10 клієнтів коштувала в США 499 доларів, а на необмежену кількість клієнтів 999 доларів.

## Хронологія версій

### macOS
- 10.0 Public Beta — 2000 рік.
- 10.0 Cheetah (Гепард) — 2001 рік.
- 10.1 Puma (Пума) — 2002 рік.
- 10.2 Jaguar (Ягуар) — 2003 рік.
- 10.3 Panther (Пантера) — 2004 рік.
- 10.4 Tiger (Тигр) Build 8A428 29 квітня 2005
  - 10.4.1 Build 8B15 16 травня 2005
  - 10.4.2 Build 8C46 12 липня 2005
  - 10.4.3 Build 8F46 31 жовтня 2005
  - 10.4.4 Build 8G32 10 січня 2006
  - 10.4.5 (PowerPC) Build 8H14 14 лютого 2006
  - 10.4.5 (Intel) Build 8G1454 14 лютого 2006
  - 10.4.6 (PowerPC) Build 8I1119 3 квітня 2006
  - 10.4.6 (Intel) Build 7U16 3 квітня 2006
  - 10.4.7 (PowerPC) Build 8J135 27 червня 2006
  - 10.4.7 (Intel) Build 8J2135 27 червня 2006
  - 10.4.8 (PowerPC) Build 8L127 29 вересня 2006
  - 10.4.8 (Intel) Build 8L2127 29 вересня 2006
  - 10.4.9 (PowerPC) Build 8P135 13 березня 2007
  - 10.4.9 (Intel) Build 8P2137 13 березня 2007
  - 10.4.10 (PowerPC) Build 8R218 14 червня 2007
  - 10.4.10 (Intel) Build 8R2218 20 червня 2007
  - 10.4.11 (PowerPC) Build 8S165 14 листопада 2007
  - 10.4.11 (Intel) Build 8S2167 14 листопада 2007
- 10.5 Leopard (Леопард) Build 9A581 — 26 жовтня 2007
  - 10.5.1 Build 9B18 — 15 листопада 2007
  - 10.5.2 Build 9С31 — 11 лютого 2008
  - 10.5.3 Build 9D34 — 28 травня 2008
  - 10.5.4 Build 9E17 — 1 липня 2008
  - 10.5.5 Build 9F33 — 16 вересня 2008
  - 10.5.6 Build 9G55 — 15 грудня 2008
  - 10.5.7 Build 9J61 — 12 травня 2009
  - 10.5.8 Build 9L30 — 5 серпня 2009
- 10.6 Snow Leopard (Сніговий Барс, Ірбіс) Build 10A432 — 28 серпня 2009.
  - 10.6.1 Build 10B504 — 10 вересня 2009
  - 10.6.2 Build 10C540 — 9 листопада 2009
  - 10.6.3 Build 10D573 — 29 березня 2010
  - 10.6.4 Build 10F569 — 16 червня 2010
  - 10.6.5 Build 10H548 — 12 листопада 2010
  - 10.6.6 Build 10J567 — 6 січня 2011
  - 10.6.7 Build 10J869 — 21 березня 2011
  - 10.6.8 Build 10K540 — 23 червня 2011
- 10.7 Lion (Лев) Build 11A511 — 20 липня 2011
  - 10.7.1 Build 11B26 — 16 серпня 2011
  - 10.7.2 Build 11C74 — 12 жовтня 2011
  - 10.7.3 Build 11D50 — 1 лютого 2012
- 10.8 Mountain Lion (Гірський лев, або пума) Build 12A269 — 16 липня 2012. Відтепер у назві відсутнє слово «Mac».
  - 10.8.1 Build 12B19 — 23 серпня 2012
  - 10.8.2 Build 12C54 — 19 вересня 2012
  - 10.8.2 Build 12C60 — 12 жовтня 2012
  - 10.8.3 Build 12D78 — 14 березня 2013
  - 10.8.4 Build 12E55 — 4 червня 2013
- 10.9 Mavericks Build 13A603 — 22 жовтня 2013
  - 10.9.1 Build 13B42 — 16 грудня 2013
  - 10.9.2 Build 13C64 — 25 лютого 2014
- 10.10 Yosemite Build 14A389 — 16 жовтня 2014
  - 10.10.1 Build 14B25 — 17 листопада 2014
- 10.11 El Capitan Build 15A284 — 30 вересня 2015
  - 10.11.1 Build 15B42 — 21 жовтня 2015
  - 10.11.2 Build 15C50 — 8 грудня 2015
  - 10.11.3 Build 15D21 — 19 січня 2016
  - 10.11.4 Build 15E65 — 21 березня 2016
  - 10.11.5 Build 15F34 — 16 травня 2016
  - 10.11.6 Build 15G31 — 18 липня 2016
- 10.12 Sierra Build 16A323 — 20 вересня 2016
  - 10.12.1 Build 16B2555 — 24 жовтня 2016
  - 10.12.2 Build 16C67 — 13 грудня 2016
  - 10.12.3 Build 16D32 — 23 січня 2017
  - 10.12.4 Build 16E195 — 28 березня 2017
  - 10.12.5 Build 16F73 — 15 квітня 2017
  - 10.12.6 Build 16G29 — 19 липня 2017
- 10.13 High Sierra Build 17A365 — 25 вересня 2017
  - 10.13.1 Build 17B48 — 31 жовтня 2017
  - 10.13.2 Build 17С88 — 6 грудня 2017
  - 10.13.3 Build 17D47 — 23 січня 2018
  - 10.13.4 Build 17E199 — 29 березня 2018
  - 10.13.5 Build 17F77 — 1 червня 2018
  - 10.13.6 Build 17G65 — 9 липня 2018
- 10.14 Mojave Build 18A391 — 24 вересня 2018
  - 10.14.1 Build 18B75 — 30 жовтня 2018
  - 10.14.2 Build 18C54 — 5 грудня 2018
  - 10.14.3 Build 18D42 — 22 січня 2019
  - 10.14.3 Build 18D109 — 7 лютого 2019
  - 10.14.4 Build 18E226 — 25 березня 2019
  - 10.14.5 Build 18F132 — 13 травня 2019
  - 10.14.6 Build 17G65 — 22 липня 2019
- 10.15 Catalina Build 19A583 — 7 жовтня 2019
  - 10.15.1 Build 19B88 — 29 жовтня 2019
  - 10.15.2 Build 19C57 — 10 грудня 2019
  - 10.15.3 Build 19D76 — 28 січня 2020
  - 10.15.4 Build 19E266 — 24 березня 2020
  - 10.15.5 Build 19F96 — 26 травня 2020
  - 10.15.5 Build 19F101 — 1 червня 2020
  - 10.15.6 Build 19G73 — 15 липня 2020
  - 10.15.6 Build 19G2021 — 12 серпня 2020
  - 10.15.7 Build 19H2 — 24 вересня 2020
- 11.0 Big Sur Build 20A2411
  - 11.0.1 Build 20B29 — 12 листопада 2020
  - 11.0.1 Build 20B50 — 19 листопада 2020
  - 11.1 Build 20C69 — 14 грудня 2020
- 12.0 Monterey
- 13.0 Ventura
- 14.0 Sonoma (публічна бета-версія) — 12 липня 2023[6][7].
  - 14.1[8].
  - 14.2[9].
  - 14.3 — 23 січня 2024[10].
  - 14.4 бета — 29 січня 2024[11].
  - 14.4.1 — 25 березня 2024[12].
- 15.0 Sequoia — 10 червня 2024[13].
- 26.0 Tahoe ― 9 червня 2025

### macOS Server
- 1.0 — 16 березня 1999
- 10.0 Public Beta — 13 вересня 2000
- 10.0 — 24 березня 2000
- 10.1 — 25 вересня 2001
- 10.2 — 24 серпня 2002
- 10.3 — 24 жовтня 2003
- 10.4 — 29 квітня 2005
- 10.5 — 26 жовтня 2007
- 10.6 — 28 серпня 2009
- 10.7 — 20 липня 2011
- OS X 10.8 (Mountain Lion Server) — 25 липня 2012
- OS X 10.9 (Mavericks Server) — 22 жовтня 2013
- OS X 10.10 (Yosemite Server 4.0) — 16 жовтня 2014

## Вразливості
У травні 2024 року у MacOS 14 Sonoma було виявлено нову вразливість із підвищенням привілеїв. Їй надано ідентифікатор CVE-2024−27 842, проте ступінь небезпеки поки не визначено. Вона атакує всі версії MacOS 14. x до 14.5, що недавно вийшла. Вразливість присутня у файловій системі стандарту Universal Disk Format (UDF) і пов’язана з функцією керування введенням та виведенням (IOCTL). У той час, як файл UDF — це відкритий незалежний формат файлової системи для зберігання даних. Вразливість пов’язана з компонентом IOAESAccelerator в MacOS, який використовується для створення буфера довжиною 0×28 байт. Цей буфер записується в стіковий буфер довжиною 0×18 байт, що викликає переповнення стека і призводить до паніки ядра. Комбінація даної вразливості з командами IOCTL значно збільшує поверхню атаки, дозволяючи виконувати необмежені команди на пристрої.
23 серпня 2024 року дослідники з безпеки виявили нове шкідливе програмне забезпечення для macOS, створене для крадіжки найбільш конфіденційних даних. Назване «Cthulhu Stealer» — це шкідливе програмне забезпечення з кінця 2023 року націлене на користувачів, видаючи себе за популярні додатки, щоб зібрати ваш системний пароль, паролі iCloud Keychain, криптовалютні гаманці та інше.